# Sallèles-Cabardès

Sallèles-Cabardès este o comună în departamentul Aude din sudul Franței. În 1 ianuarie 2022 avea o populație de 117 de locuitori.